# Modèle de contour actif
Pour les articles homonymes, voir Snake.
Un modèle de contour actif, souvent nommé snake (« serpent » en anglais) dans la littérature, est une structure dynamique utilisée en traitement d'image et en vision artificielle. Ils ont été introduits de manière formelle par Kass et Witkin en 1987.
Plusieurs approches sont possibles et permettent de résoudre le problème de la segmentation et de la détection de contour en utilisant un modèle de courbe déformable qui épouse la forme des objets. 

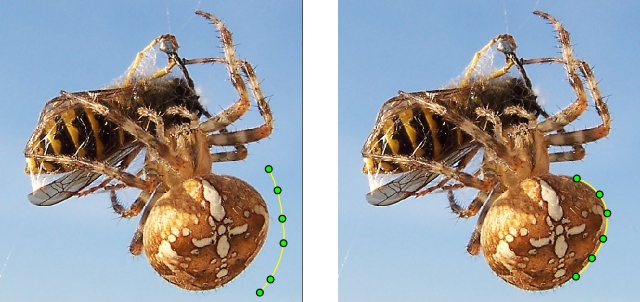
Exemple d'un snake qui épouse le corps de l'araignée

## Principes
Un modèle de contour actif est formé d'une série de points mobiles et répartis sur une courbe en deux dimensions. La courbe (qui peut être fermée) est placée dans la zone d'intérêt de l'image ou autour d'un objet. Plusieurs équations décrivent son évolution : la courbe se déplace et épouse lentement les contours des objets en fonction de divers paramètres comme l'élasticité, la tolérance au bruit, etc. 
Cette dynamique est basée sur la notion d'énergie interne et externe, le but étant de minimiser l'énergie totale présente le long de la courbe. Des contraintes permettent de conserver une courbe lisse avec des points équidistants tout en laissant un certain champ libre pour les déformations. L'énergie interne correspond à la morphologie et aux caractéristiques de la courbe (courbure, longueur, etc.). L'énergie externe provient de l'image, les critères sont variables (présence de bords marqués, bruit, etc.).   
L'évolution se fait de manière itérative et les algorithmes peuvent faire l'objet de diverses optimisations et techniques numériques.

## Utilisation
Plusieurs méthodes reprenant ce principe ont été formulées en fonction des problèmes à résoudre : imagerie médicale, reconnaissance de formes, segmentation d'image, stéréovision, suivi d'objets en mouvement, etc. 
Un outil fondé sur un contour actif est par exemple disponible dans les applications graphiques comme The Gimp ou Photoshop, il permet de suivre automatiquement un contour dans une image. Dans le cadre de la segmentation, un modèle fermé permet de délimiter des régions de l'image.

## Extensions
Le procédé peut être étendu à d'autres dimensions, en particulier en 3D où la courbe prend la forme d'une enveloppe qui épouse progressivement la surface d'un objet. De telles méthodes sont utilisées pour résoudre les problèmes de segmentation volumique. 